# 水月寺街道
水月寺街道，是中华人民共和国河北省沧州市运河区下辖的一个乡镇级行政单位。

## 行政区划
水月寺街道下辖以下地区：
大化社区、一中前街社区、红卫街社区、北门街社区、四合街社区和药王庙社区。